# Fria fält
Fria fält är ett begrepp inom akustik som innebär ett rum, fält, där ljud är opåverkat av reflektion, absorption, diffraktion, refraktion, diffusion och resonans. Ljudfältet består då bara av det direkta fältet från ljudkällan. Det är extremt svårt att hålla sig ifrån dessa akustiska attribut. En miljö där man strävar efter detta är inspelningsstudios, då det i efterhand ger en inspelning som är lätt att bygga vidare på och mixa.
Dessa inspelnings- eller laborationsrum är väldigt tysta och man kan efterhand höra sin egen puls om man sitter stilla ett tag. Vid god hörsel kan man även höra ett svagt väsande som är luftpartiklar som slumpmässigt träffar trumhinnorna.
Den typiska motsatsen skulle kunna vara en stor kyrka i sten med ett högt tak, där efterklangstiden är stor.

## Fotnoter
1. ↑  F. Alton Everest - Master handbook of acoustics, kapitel tre, sida 42